# 利昂霖
李昂霖（1982年11月10日—），臺灣男演員，曾使用利昂霖作為藝名。畢業於加拿大英屬哥倫比亞大學UBC University of British Columbia ，出生於臺灣台北，曾在加拿大温哥華居住，現居於臺灣台北。

## 經歷
李昂霖在14歲那年便到加拿大溫哥華求學；之後因爲喜歡廣播，他加入加拿大中文電台。
2004年，參加加拿大中文電台AM1470和台灣可米製作舉辦之「Sunshine Boyz」得到季軍，並獲得簽約成為可米製作旗下藝人的機會。
2006年，他接到了工作機會並回到自己出生地台北，拍攝了兩齣偶像劇《終極一家》和《公主小妹》。除了拍戲之外，同時在台灣師範大學修讀大眾傳播研究所。
2012年起恢復使用本名李昂霖。
近年活躍於各類型旅遊節目，為非凡電視「News金探號」固定班底及外景特派員。

## 影视作品

### 電視節目
- 2007年《公主小妹》飾 南風家的南風影
- 2007年《終極一家》飾 異能醫生楊過
- 2010年《萌學園之萌騎士傳奇》飾 艾瑞克·坎貝爾
- 2010年《萌學園二聖戰再起》飾 艾瑞克·坎貝爾
- 2011年《萌學園三魔法號令》飾 艾瑞克·坎貝爾
- 2011年《華麗的挑戰》飾 把宮囍趕走的警衛A(客串)
- 2012年《萌學園四時空戰役》飾 艾瑞克·坎貝爾
- 2013年《萌學園五異界對決》飾 艾瑞克·坎貝爾
- 2014年《萌學園六復活之戰》飾 艾瑞克·坎貝爾

### 電影
- 2016年《萌學園之尋找盤古》飾 艾瑞克·坎貝爾

## 書籍
- 爽玩日本（2015年）
- 爽吃香港（2017年）

## 节目主持

### 電台廣播節目
- 2006年：
  - 加拿大中文電台FM96.1廣播節目《週末笑All Night》（主持）

## 獎項
- 2004年：
  - 加拿大中文電台AM1470Sunshine Boyz季軍

## 外部連結
- 利昂霖的Facebook專頁
- 利昂霖的Instagram帳戶
- 艾瑞克EricGo.com   （页面存档备份，存于）
- Ericwalk艾瑞克走路 李昂霖痞客邦PIXNET
- 2004年Sunshine Boyz檔案-李昂霖
- 2004Sunshine Boyz年官方網站
- 可米製作藝人-利昂霖（页面存档备份，存于）